# على هازمى
على هازمى (25 فبراير 1996 بالمحمرة في إيران - ) هو لاعب كرة قدم إيراني في مركز الوسط.

## وصلات خارجية
- على هازمى على موقع قاعدة بيانات كرة القدم.إي يو (الإنجليزية)
- على هازمى على موقع Soccerway.com (الإنجليزية)